# Exposing Muybridge
Exposing Muybridge é um documentário sobre a vida do fotógrafo pioneiro Eadweard Muybridge, dirigido por Marc Shaffer e estrelado pelo ator britânico Gary Oldman.